# 京都市電木屋町線
木屋町線（きやまちせん）は、かつて京都市の木屋町通などに京都電気鉄道が敷設した軌道路線である。後に京都市の買収により京都市電となり、並行する河原町通で建設がすすめられた河原町線の区間開通に応じて順次廃止された。
ここでは、木屋町線と堀川線（北野線）をつなぎ環状路線を形成していた中立売線（なかだちうりせん）についても記す。

## 木屋町線
京都市岡崎の地（後の岡崎公園）で開催された第四回内国勧業博覧会に合わせて、1895年（明治28年）4月に京都電気鉄道が官設鉄道京都駅（七条停車場）の北側から博覧会場まで開業した路線の一部である。
京都駅の南側には京都電気鉄道が同年2月1日に全国で初めての営業用電気鉄道路線として開業した伏見線があり、東洞院通の踏切を介して接続していた。
博覧会に関連して発行された地図によれば、その経路は、東洞院通・七条通・間之町通・上珠数屋町通・新寺町通・木屋町通で木屋町二条に至り、そこから東へは二条通・疏水浜通・仁王門通の経路で南禅寺橋に至っていた。
1901年（明治34年）には、間之町通・上珠数屋通経由から、七条通・河原町通を通る七条内浜（のちの七条河原町）経由に変更となり、伏見線の七条停車場前（京都駅北側）乗り入れに合わせて、七条停車場前を起点とした。
その後1904年（明治37年）、西洞院線（後の京都市電堀川線（北野線）の一部）の開通により、環状路線を形成した。
1918年（大正7年）7月の京都電気鉄道買収により京都市電の木屋町線となったが、市区改正設計に基づく路線の決定にあたっては、河原町線か木屋町線かで論争の末、河原町線になり、木屋町線は河原町線の区間開通に応じて置き換えられる形で順次廃止された。

## 中立売線
中立売線（なかだちうりせん）は、京都電気鉄道が敷設した、木屋町線の木屋町二条から西に分岐し堀川通の堀川中立売に達する狭軌軌道路線。1895年（明治28年）7月に木屋町二条・丸太町富小路間、8月に丸太町富小路・府庁前間、9月に府庁前・堀川中立売間が開業した。
同線は、その後のちの堀川線（北野線）と接続し、京都電気鉄道の環状路線を形成し、明治末年には複線化されたが、京都市電買収後の1926年（大正15年）7月14日に木屋町二条・堀川下立売間が廃止された。堀川中立売・堀川下立売間は堀川線（北野線）の一部となり、1961年（昭和36年）8月1日に同線と共に廃止された。

## 沿革

### 京都電気鉄道時代
- 1895年（明治28年）
  - 4月1日：京都市上京区（当時）岡崎において開幕した第4回内国勧業博覧会（7月31日まで）にあわせ、鴨東線 木屋町二条 - 岡崎円勝寺町 - 岡崎博覧会場 - 南禅寺橋（後の南禅寺前）と共に七条停車場（踏切北）- 木屋町二条間が開業。経路は、【東洞院通 - 七条通 - 間之町通 - 上珠数屋町通】 - 市姫（後の新寺町上珠数屋町） - 木屋町五条（後の五条小橋）経由。伏見線 七条停車場（踏切南）と七条停車場（踏切北）間とは、官営鉄道東海道線の踏切を挟んだ徒歩連絡。
  - 7月17日：中立売線 木屋町二条 - 寺町二条 - 寺町丸太町 - 丸太町富小路[注釈 2]間開業。
  - 8月24日
    - 中立売線 丸太町富小路 - 烏丸丸太町 - 烏丸下立売 - 府庁前間延伸開業。
    - 木屋町線 木屋町五条停留所を五条小橋と改称。

  - 9月24日：中立売線 府庁前 - 堀川下立売 - 堀川中立売間が延伸開業し、中立売線全線開業。
- 1901年（明治34年）
  - 1月21日：間の町線（七条間ノ町 - 新寺町上珠数屋町間で渉成園の西側・北側の間之町通・上珠数屋町通を経由する区間）が廃止、七条内浜（後の七条河原町）経由が開通
  - 4月12日：伏見線の高倉陸橋が完成し、官設鉄道京都駅北側の七条停車場前まで延伸された事に伴い木屋町線も七条停車場前へ乗り入れを開始。それに伴い塩小路東洞院 - 七条停車場（踏切北）間が廃止
  - 8月23日：塩小路高倉 - 新高倉[注釈 3]間が開業（高倉線）。七条停車場前 -（塩小路高倉）- 新高倉は南行専用で、以降七条停車場前 -（七条東洞院）- 新高倉は北行専用となる[3]。
- 1904年（明治37年）
  - 12月28日：西洞院線 西四条 - 西七条（後の七条西洞院） - 七条停車場前間（後の京都市電堀川線の一部区間）が開業し、七条停車場前をターミナル駅とする七条停車場前 - 塩小路高倉 - 五条小橋 - 木屋町二条 - 寺町二条 - 寺町丸太町 - 堀川下立売 - 堀川押小路 - 西四条 - 西七条 - 七条停車場前間の京都市内循環路線が完成。
- 1912年（明治45年）：この年、東廻線の複線化完成[5]。

### 京都市電時代
- 1918年（大正7年）7月1日：京都市が京都電気鉄道株式会社を買収し当路線も市営化。それと同時に、高倉線 塩小路高倉 - 高倉間が休止[6]。
- 1919年（大正8年）
  - 12月：京都市が都市計画法（旧法）に基づく事業とすることを前提として、河原町通の拡築を含む市区改正案を公表。道路予定区域の住民を中止に反対運動が行われる。
  - 12月25-27日：市区改正委員会で、河原町線案から、二条通から七条通までの間、高瀬川を暗渠にして木屋町通を拡幅する木屋町線案に変更するなどの修正が行われた「京都市区改正設計」を決定[7]。
- 1920年（大正9年）
  - 5月31日：休止されていた塩小路高倉 - 高倉間を正式に廃止[6]。
  - 6月：京都市会が木屋町線を改める意見書を可決。
  - 9月：河原町線に反対する木屋町線期成同盟会も多くの署名を集め、市会の意見書に反対する陳情書を、内務大臣や京都市長に提出[8]。
- 1921年（大正10年）
  - 7月：都市計画法（旧法）に基づき設置される都市計画京都地方委員会において、木屋町線を改め河原町線とする建議案が出されたが、否決。
  - 11月18日：京都市会、木屋町線を河原町線に変更する要望の意見書を可決[9]。
- 1922年（大正11年）
  - 5月28日：高倉線 七条高倉 - 塩小路高倉間開業[10]
  - 6月9日：都市計画京都地方委員会において、木屋町線を改め河原町線とする建議案が再び提出され、今度は可決されて河原町線を拡築することに決定[11][注釈 4]。
- 1923年（大正12年）
  - 5月26日：市会が「第77号議案」を議決し、河原町線路線決定
  - 6月26日 塩小路東洞院 - 塩小路高倉間（伏見線の一部）の広軌化（標準軌化）竣工[6][注釈 5]
- 1924年（大正13年）4月9日：河原町線 河原町今出川－河原町丸太町間開業
- 1926年（大正15年）
  - 7月8日：河原町線 河原町丸太町 - 四条河原町間延伸開業。
  - 7月14日：中立売線 木屋町二条 - 堀川下立売間廃止。
  - 9月1日：木屋町二条 - 四条小橋間を廃止。鴨東線 木屋町二条 - 岡崎円勝寺町間廃止。
  - 12月15日：河原町線 河原町四条 - 河原町五条間延伸開業。
- 1927年（昭和2年）
  - 1月22日：四条小橋 - 五条小橋間を廃止
  - 4月5日：五条小橋 - 平居町[注釈 6]間および七条内浜 - 七条東洞院間を廃止、平居町 - 七条内浜間を広軌化（標準軌化）し、河原町線に編入。河原町線 河原町五条 - 平居町間開業。塩小路東洞院 - 七条東洞院間、塩小路東洞院 - 塩小路烏丸（旧七条停車場前）間を休止[6]。塩小路 - 七条高倉間廃止。木屋町線の列車運行が終了。
  - 4月22日：京都駅前循環線が完成。
  - 5月11日：休止していた七条東洞院 - 東洞院塩小路間（東洞院線）、東洞院塩小路 - 塩小路烏丸間（塩小路線の一部）、一旦廃止した塩小路 - 七条高倉間（新高倉線）を広軌化（標準軌化）し、旅客営業再開[6]。広軌化区間は市電別路線に吸収されたため正式に木屋町線全線廃止。
- 1929年（昭和4年）
  - 1月16日：河原町線 七条内浜 - 塩小路（後に塩小路高倉と改称）間延伸開業。伏見線塩小路 - 京都駅前間を河原町線に編入。新高倉線 塩小路 - 七条高倉間、東洞院線 塩小路東洞院 - 七条東洞院間休止[6]。東洞院車庫廃止。狭軌東廻線付替え軌隔拡張完了。
  - 1月23日：東洞院線 塩小路東洞院 - 七条東洞院間廃止[6]。
- 1930年（昭和5年）
  - 2月27日 新高倉線 塩小路 - 七条高倉間廃止[6]。

## 経路

### 主な経由地
木屋町線
京都駅前（京都駅烏丸口） - 七条東洞院 - 七条高倉 - 七条河原町 - 木屋町五条 - 四条小橋 - 木屋町二条
中立売線
木屋町二条 - 寺町二条 - 寺町丸太町 - 烏丸丸太町 - 烏丸下立売 - 府庁前 - 堀川下立売 - 堀川中立売

### 電停及び交差する通り
木屋町線
- 塩小路七条停車場前／烏丸通
  - 七条東洞院（北行[3]）／東洞院通・七条通
  - 塩小路高倉（南行[3]）／高倉通
- 新高倉／高倉通・七条通
- 七条内浜／河原町通
- 大仏正面／正面通
- 市姫／六条通
- 五条小橋／五条通
- 木屋町松原／松原通
- 木屋町仏光寺／仏光寺通
- 四条小橋／四条通
- 木屋町蛸薬師／蛸薬師通
- 木屋町三条／三条通
- 木屋町御池／御池通
- 木屋町二条／二条通

中立売線
- 木屋町二条／木屋町通
- 寺町二条／寺町通
- 寺町夷川／夷川通
- 寺町丸太町／丸太町通
- 富小路（博覧会前[注釈 8]）／富小路通
- 堺町御門前／堺町通
- 烏丸丸太町／烏丸通
- 烏丸下立売／下立売通
- 府庁前／釜座通
- 堀川下立売／堀川通
- 堀川下長者町／下長者町通
- 堀川中立売／中立売通

## 別名
木屋町線・中立売線を含む路線の別名は、次のとおり。

間の町線
木屋町線のうち、七条間ノ町・新寺町上珠数屋町間で渉成園の西側・北側の間之町通・上珠数屋町通を経由する1895年（明治28年）4月1日当初開業区間の一部。七条内浜（のちの七条河原町）経由となり1901年（明治34年）1月21日に廃止。
東洞院線
七条東洞院から東洞院塩小路まで（0.230km）。1895年（明治28年）4月1日狭軌開業、1927年（昭和2年）4月5日休止。単線広軌化（標準軌化）のうえ同年5月11日、南向き一方通行で運転開始。1929年（昭和4年）1月16日休止、同年1月23日廃止。
高倉線・新高倉線
いずれも塩小路高倉から七条高倉まで。明治34年8月23日に狭軌線開業、大正7年7月1日に休止。大正9年5月31日に廃止。単線広軌化（標準軌化）のうえ1927年（昭和2年）5月11日、北向き一方通行で再開業。1929年（昭和4年）1月16日休止、1930年（昭和5年）2月27日に廃止。
東廻線
塩小路烏丸から木屋町線を経て、中立売線の堀川下立売まで。堀川線（西洞院線）などにより構成される西廻線と循環路線を形成した。
下立売線
烏丸下立売から府庁前を経て堀川下立売まで。
塩小路線
塩小路線全区間は西洞院塩小路から東洞院塩小路まで（0.473km）。木屋町線の一部に当たる烏丸塩小路から東洞院塩小路まで（0.110km）について、1927年（昭和2年）4月5日東洞院線（七条東洞院・東洞院塩小路間）と共に休止し、広軌化（標準軌化）されて同年5月11日運転開始。